# Municipio de Jackson (condado de Susquehanna)
El municipio de Jackson (en inglés: Jackson Township) es un municipio ubicado en el condado de Susquehanna en el estado estadounidense de Pensilvania. En el año 2000 tenía una población de 788 habitantes y una densidad poblacional de 11 personas por km².

## Geografía
El municipio de Jackson se encuentra ubicado en las coordenadas 41°52′00″N 75°37′59″O / 41.86667, -75.63306.

## Demografía
Según la Oficina del Censo en 2000 los ingresos medios por hogar en la localidad eran de $34,479 y los ingresos medios por familia eran $39,821. Los hombres tenían unos ingresos medios de $31,029 frente a los $25,313 para las mujeres. La renta per cápita para la localidad era de $18,633. Alrededor del 10,7% de la población estaban por debajo del umbral de pobreza.